# Hemerophis zebrinus
Espèce
Synonymes
- Coluber zebrinus Broadley & Schätti, 2000

Hemerophis zebrinus est une espèce de serpents de la famille des Colubridae.

## Répartition
Cette espèce est endémique du Nord de la Namibie. Elle se rencontre vers le fleuve Kunene.

## Description
Ce serpent mesure environ 40 cm, avec une longueur maximum de 65 cm. Il a de grands yeux, et est caractérisé par ses lignes noires irrégulières sur le dos.

## Étymologie
Le nom de cette espèce fait référence au zèbre, car elle présente des rayures sur le dos.

## Publication originale
- Broadley & Schätti, 2000 : A new species of Coluber from northern Namibia (Reptilia: Serpentes). Madoqua, vol. 19, no 2, p. 171-174.